# On Moonlight Bay
On Moonlight Bay (br: Meus Braços Te Esperam) é um filme estadunidense de 1951, dirigido por Roy Del Ruth, baseado vagamente no livro Penrod de Booth Tarkington. 

## Elenco
- Doris Day como Marjorie Winfield
- Gordon MacRae como William "Bill" Sherman
- Billy Gray como Wesley Winfield
- Jack Smith como Hubert Wakely
- Leon Ames como George Wadsworth Winfield
- Rosemary DeCamp como Alice Winfield
- Mary Wickes como Stella
- Ellen Corby como Miss Mary Stevens
- Esther Dale como Aunt Martha (sem créditos)

## Sequência
Uma sequência do filme foi lançado em 1953, sob o título By the Light of the Silvery Moon.

## Bilheteria
O filme faturou US$ 2.738.000 no mercado interno e US$ 992.000 no exterior. 

## Recepção
O filme é reconhecido pelo American Film Institute nestas listas:
- 2006: Os maiores musicais do cinema da AFI - indicado[3]